# Chiesa di Maria Regina della Pace (Velbert)
La chiesa di Maria Regina della Pace (in tedesco Maria, Königin des Friedens) è un santuario cattolico sito nella località di Neviges, frazione della città tedesca di Velbert.

## Storia
Fin dal 1680 la località di Neviges, nella regione del Bergisches Land, divenne meta di pellegrinaggi di fedeli cattolici attirati da un'immagine mariana conservata nella chiesa dell'Assunzione.
Nel Novecento il continuo aumento del numero dei pellegrini fece decidere l'arcidiocesi di Colonia per la costruzione di un nuovo grande santuario più adeguato alle esigenze; nel 1963 venne così indetto un concorso di progettazione, vinto dall'architetto Gottfried Böhm grazie a un progetto assolutamente originale.
La nuova chiesa venne consacrata il 22 maggio 1968.

## Caratteristiche

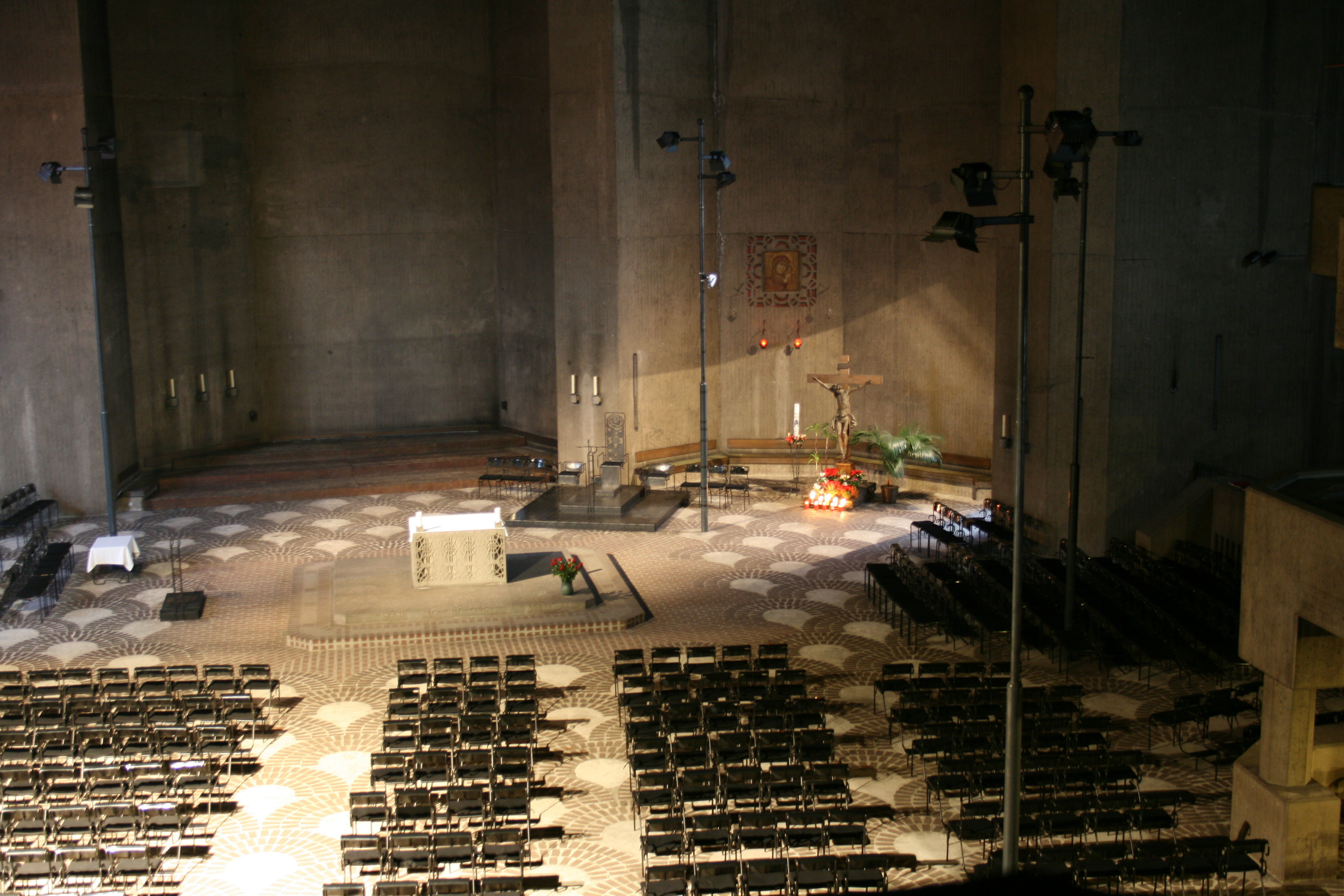
L'interno

La chiesa si trova nella parte alta della frazione di Neviges, al termine di un percorso in salita seguito dai pellegrini.
L'esterno, in cemento a vista, si caratterizza per le forme spigolose e irregolari, che ricordano una formazione rocciosa di una montagna.
L'interno, nello stesso stile, è costituito da uno spazio di forma irregolare che richiama nell'aspetto una grande caverna, e offre posto a 6 000 persone; nelle pareti di cemento si aprono delle finestre di forma irregolare, con vetrate a colori vivaci.
Fra le cappelle laterali si segnala quella della Madonna, dove è conservata l'immagine mariana oggetto di devozione.